# Parry Shen
Parry Shen (Queens, 26 de junho de 1973) é um ator norte-americano. Seu primeiro papel de destaque foi o de Ben Manibag, personagem principal do filme Better Luck Tomorrow. Shen também estrelou o filme asiático-americano Surrogate Valentine. Ele atuou no filme de terror Hatchet e suas sequências Hatchet II, Hatchet III e Victor Crowley. Teve um papel recorrente como Tyler Li na série Tru Calling e, a partir de 2013, passou a interpretar Brad Cooper na série dramática General Hospital.
Ele também é dublador, atuando em videogames como  Sleeping Dogs e Mortal Kombat X.

## Filmografia

### Filmes
| Ano  | Título                | Papel             | Notas         |
| ---- | --------------------- | ----------------- | ------------- |
| 1997 | Starship Troopers     | Estudante         | Não creditado |
| 1997 | Shrieker              | David             |               |
| 2000 | Game Day              | Ali               |               |
| 2002 | Better Luck Tomorrow  | Ben Manibag       |               |
| 2002 | The New Guy           | Glen              |               |
| 2004 | The Hazing            | Tim               |               |
| 2004 | The Perfect Party     | Peter             |               |
| 2004 | The Deviants          | Jerry             |               |
| 2004 | First Daughter        | Rally Leader      |               |
| 2005 | Passages              | Frank             | Curtametragem |
| 2006 | Hatchet               | Shawn             |               |
| 2007 | Finishing the Game    | Robert Chang      |               |
| 2007 | The Gene Generation   | Jackie            |               |
| 2008 | Rule of 3             | David             |               |
| 2009 | The TiVo              | James             | Curtametragem |
| 2010 | Hatchet II            | Justin            |               |
| 2011 | Surrogate Valentine   | Bradley           |               |
| 2012 | Yes, We're Open       | Luke              |               |
| 2013 | Hatchet III           | Andrew            |               |
| 2013 | Starting from Scratch | Parry             |               |
| 2013 | #1 Serial Killer      | Vítima            |               |
| 2013 | Snowpiercer           | Voice Actor (voz) |               |
| 2013 | Unidentified          | Jeremy            |               |
| 2016 | Swing State           | Ryan Pollard      |               |
| 2017 | Victor Crowley        | Andrew Yong       |               |

### Televisão
| Ano           | Título                            | Papel                   | Notas                                                         |
| ------------- | --------------------------------- | ----------------------- | ------------------------------------------------------------- |
| 1997          | Caroline in the City              | Tim                     | Episódio: "Caroline and the Cold Sesame Noodles"              |
| 1998          | Buffy the Vampire Slayer          | Estudante               | Episódio: "Innocence"                                         |
| 1998          | Suddenly Susan                    | Robert                  | Episódio: "Birds Do It, Bees Do It, Even Some of These Do It" |
| 1998          | Beverly Hills, 90210              | Staffer                 | Episódio: "Budget Cuts"                                       |
| 1998          | Malibu, CA                        | Kip                     | Episódio: "Welcome to Malibu"                                 |
| 1998          | The King of Queens                | Empacotador             | Episódio: "Supermarket Story"                                 |
| 1999          | Chicago Hope                      | Harry Lensky            | Episódio: "Big Hand for the Little Lady"                      |
| 1999          | Cousin Skeeter                    | Billy Blowfeld          | Episódio: "Sideshow Skeeter"                                  |
| 1999          | Party of Five                     | Kyle                    | Episódio: "I'll Show You Mine"                                |
| 2000          | The Wild Thornberrys              | Dog (voz)               | Episódio: "Dragon Me Along"                                   |
| 2000          | The Privateers                    | Parrot                  | Filme de TV                                                   |
| 2000          | Damaged Goods                     | Josh                    | Filme de TV                                                   |
| 2001          | An American Town                  | Sophomore               | Filme de TV                                                   |
| 2002          | Sabrina, the Teenage Witch        | Seth                    | Episódio: "Cloud Ten"                                         |
| 2004          | NCIS                              | Ben Richmond            | Episódio: "Eye Spy"                                           |
| 2004          | Asia Street Comedy                | Vários personagens      |                                                               |
| 2005          | Tru Calling                       | Tyler Li                | 3 episódios                                                   |
| 2005          | Attack of the Sabretooth          | Robbie                  | Filme de TV                                                   |
| 2005          | The Poseidon Adventure            | Enlisted Man            | Filme de TV                                                   |
| 2005          | Without a Trace                   | Steven Park             | Episódio: "Honor Bound"                                       |
| 2006          | Jane Doe: Yes, I Remember It Well | UFAP                    | Filme de TV                                                   |
| 2006          | Thief                             | Billy "Shrimp Boy" Kwan | 3 episódios                                                   |
| 2006          | Veronica Mars                     | Hsiang "Charleston" Chu | Episódio: "Charlie Don't Surf"                                |
| 2007          | Brothers & Sisters                | Dan Silk                | 2 episódios                                                   |
| 2007          | Criminal Minds                    | Bobby Kim               | Episódio: "True Night"                                        |
| 2008          | Mad TV                            | Chin-Hwa Dak            | Episódio: "Episode #13.13"                                    |
| 2010, 2014    | NCIS: Los Angeles                 | Ty                      | 3 episódios                                                   |
| 2012          | Holliston                         | Trent                   | Episódio: "Camera Rental: Part 1"                             |
| 2013–presente | General Hospital                  | Brad Cooper             | 137 episódios                                                 |
| 2017          | Dimension 404                     | Animador                | Episódio: "Chronos"                                           |